# Geoplanidae
I Geoplanidae Stimpson, 1857 sono una famiglia di vermi piatti comunemente chiamati planarie terrestri.

Sono gli unici platelminti a vita libera che non vivono in ambienti acquatici e rappresentano un gruppo poco studiato, ma importante per l'ecosistema del suolo.

## Comportamento
Sono predatori di altri invertebrati, come lombrichi, chiocciole, lumache, insetti e chelicerati. Una volta individuate le prede, talora attraverso recettori chimici, le planarie le attaccano e le catturano avvalendosi della loro forza fisica, unita a muco adesivo e secrezioni velenose. L'estensione del faringe, a cui fa seguito il rilascio di fluidi digestivi, consente dunque l'alimentazione.

## Tassonomia
La famiglia è suddivisa in 4 sottofamiglie:
- Bipaliinae
- Geoplaninae
- Microplaninae
- Rhynchodeminae

## Distribuzione
La famiglia ha una distribuzione cosmopolita. I Bipaliinae sono assenti nel continente americano ed europeo, i Geoplaninae si trovano in America Centrale e del Sud, mentre le Microplaninae e Rhynchodeminae sono le sottofamiglie con la distribuzione che va più a nord, inclusa l'Europa.

## Invasività
Varie specie sono state introdotte al di fuori dall'areale nativo, esercitando un marcato impatto sulla fauna nativa degli areali di introduzione.

Platydemus manokwari, specie originaria della Nuova Guinea, è stata introdotta accidentalmente in vari Stati e intenzionalmente in alcune isole del Pacifico per il controllo biologico di Lissachatina fulica. In queste isole ha però esercitato un forte impatto, minacciando le popolazioni di alcuni gasteropodi autoctoni, rari ed endemici.

## Galleria d'immagini

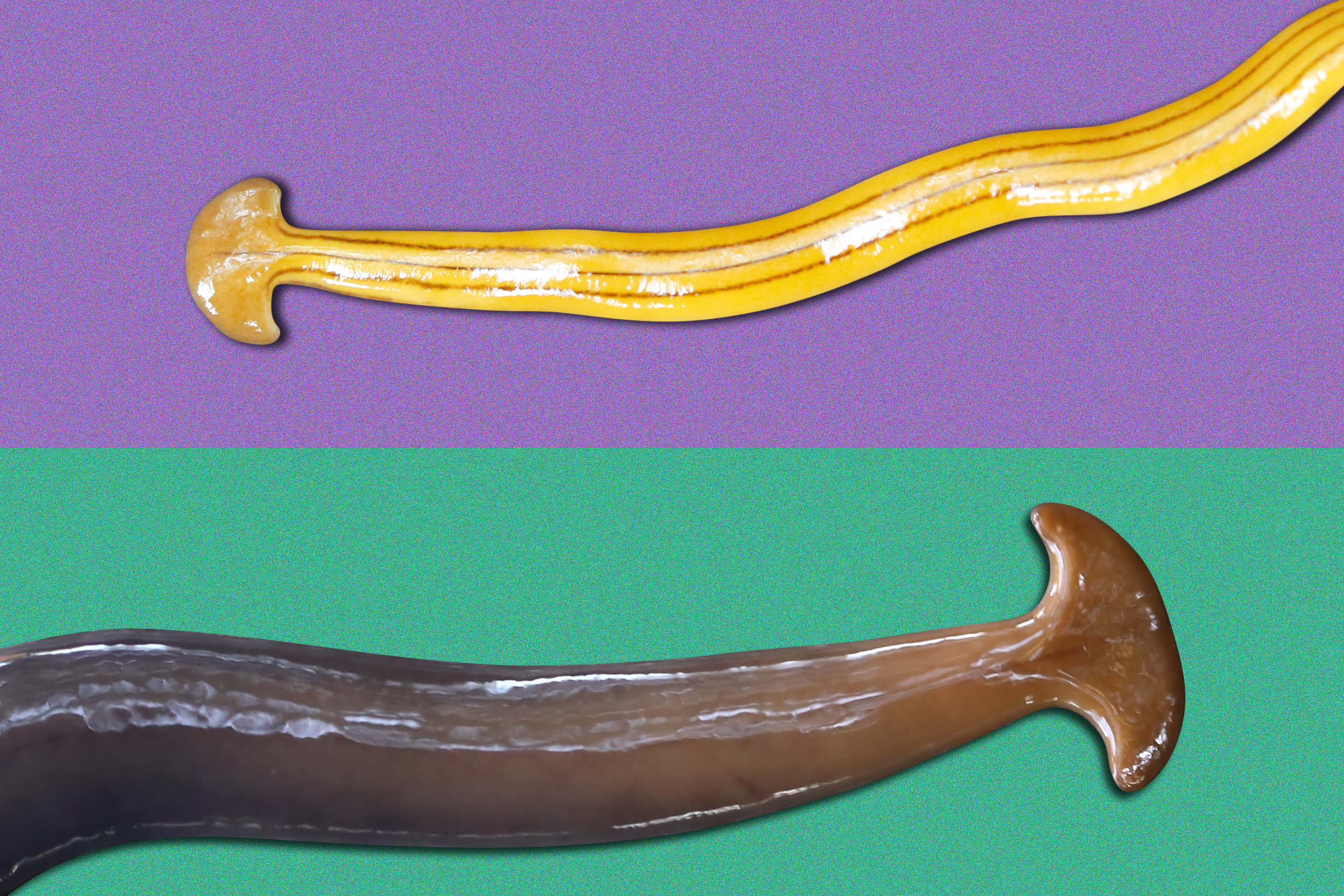
Bipalium kewense
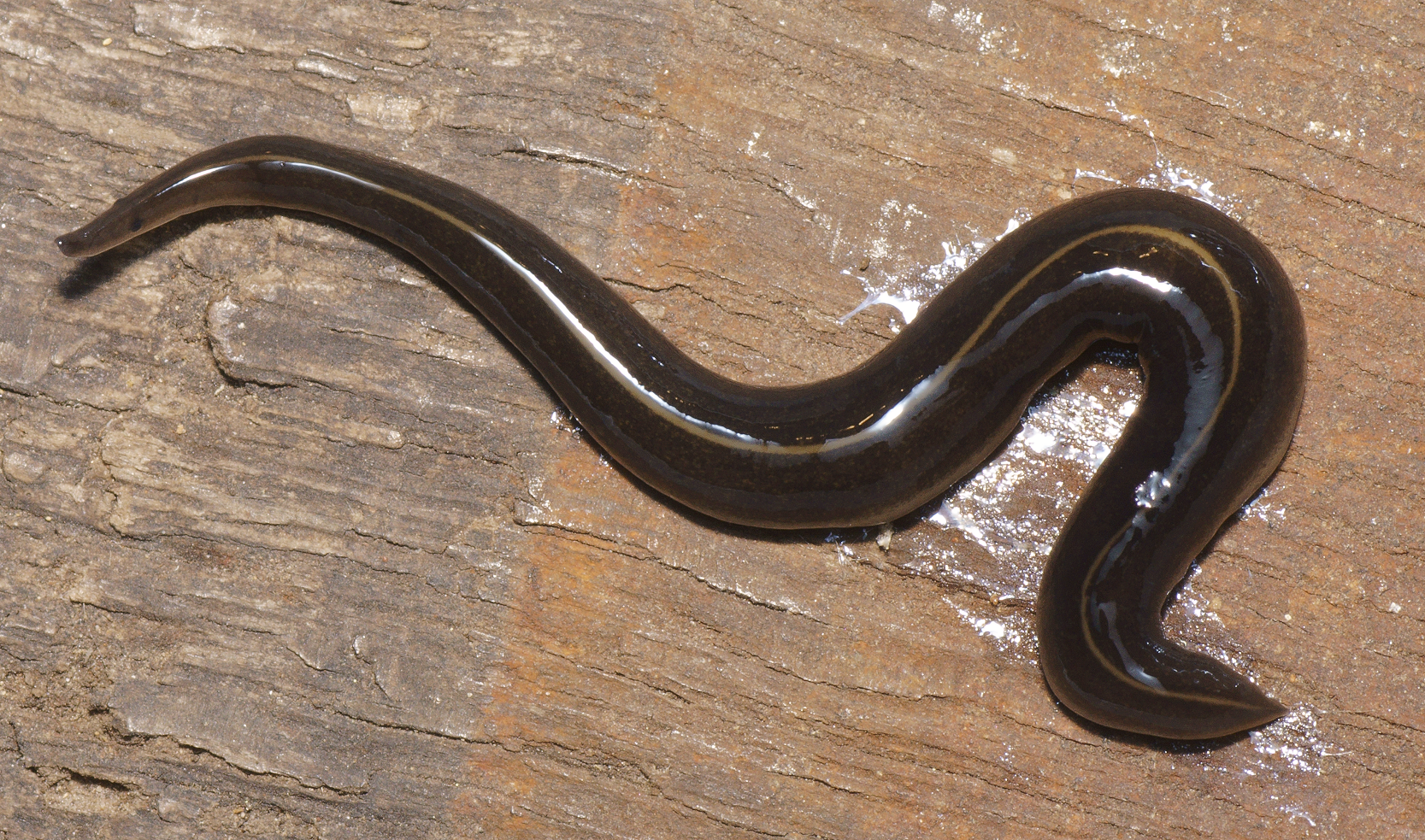
Platydemus manokwari
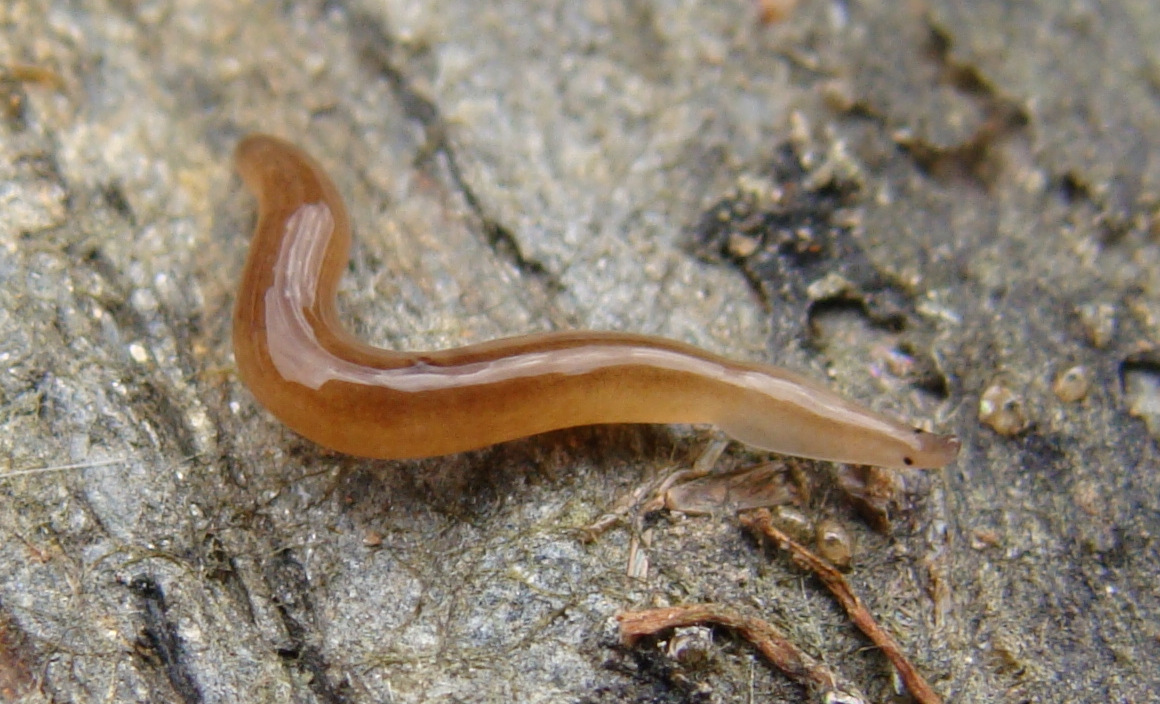
Rhynchodemus sylvaticus
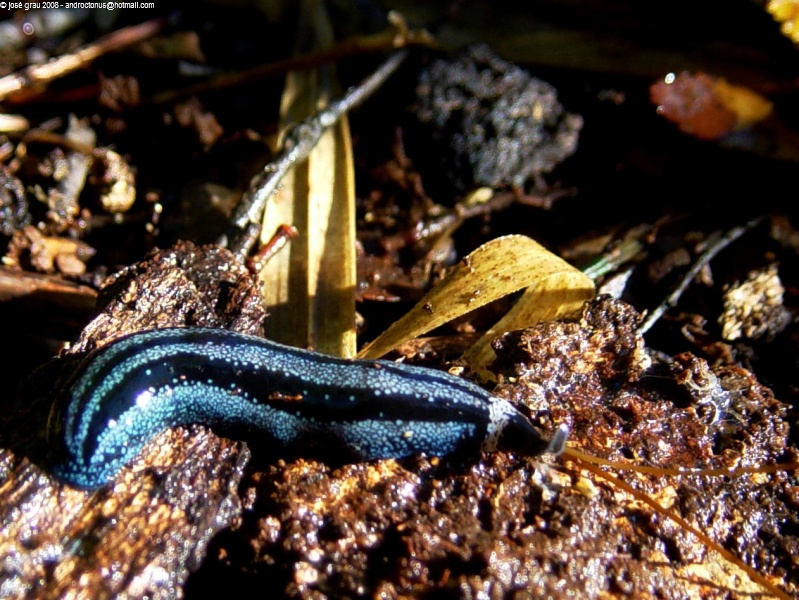
Pseudogeoplana reticulata
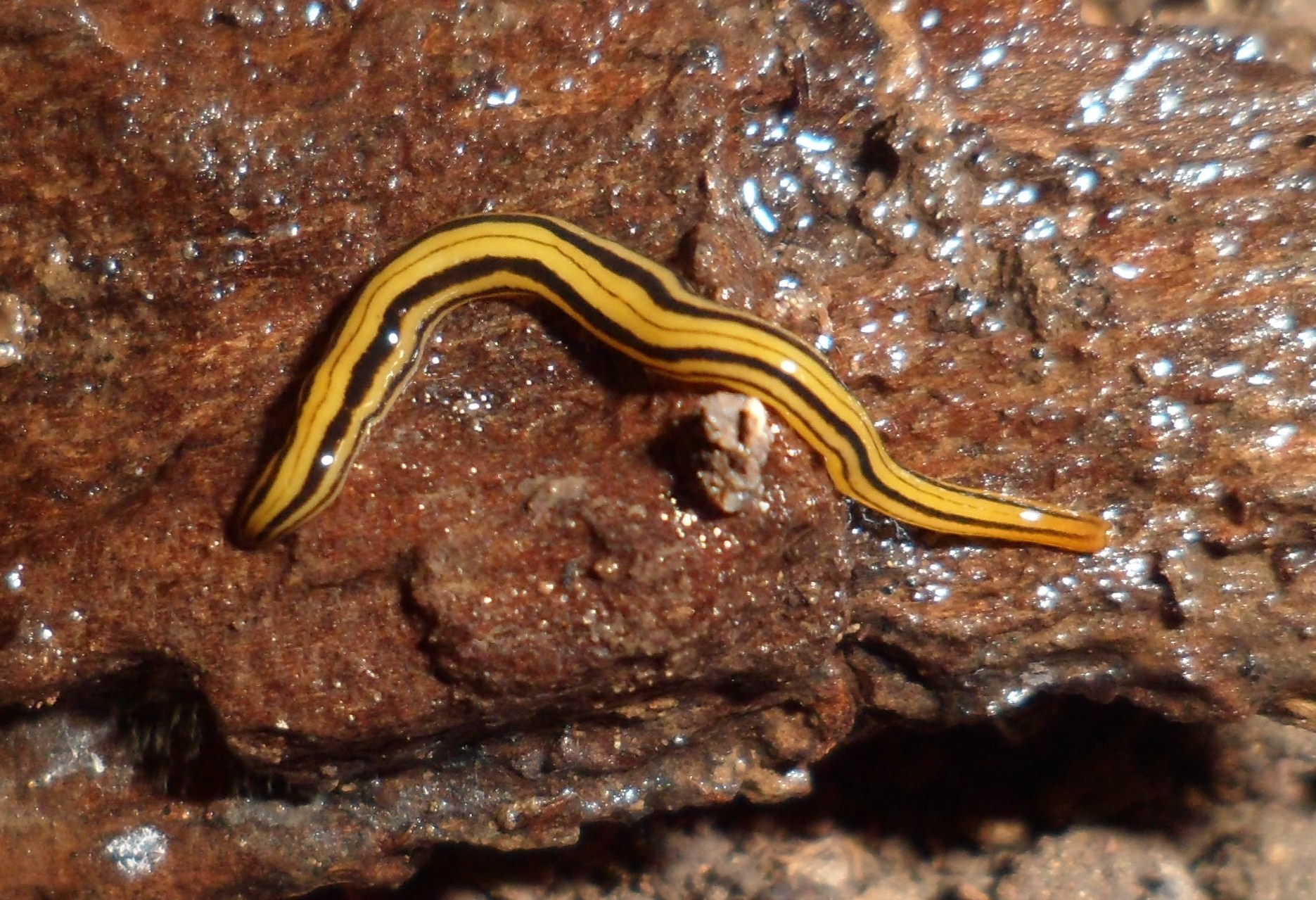
Luteostriata graffi